# Hahnenberg (Klötze)
Hahnenberg ist ein Wohnplatz in Kunrau, einem Ortsteil der Stadt Klötze im Altmarkkreis Salzwedel in Sachsen-Anhalt.

## Geografie
Der Wohnplatz Hahnenberg liegt etwa zwei Kilometer südwestlich von Kunrau in einem kleinen Nadelwald im Norden des Naturparkes Drömling.

## Geschichte
Hahnenberg entstand im 19. Jahrhundert als Vorwerk zum Gutsbezirk Kunrau, der später Theodor Hermann Rimpau gehörte. Mit der Vereinigung des Gutsbezirks mit der Landgemeinde Kunrau am 30. September 1928 kam der Wohnplatz zum heutigen Ortsteil Kunrau. 1871 lebten dort 6 Einwohner in einem Gebäude, 1905 lebten dort 5 Einwohner.